# Cornish (New Hampshire)
Cornish – miasto w Stanach Zjednoczonych, w stanie New Hampshire, w hrabstwie Sullivan.